# Opel Straight-6
Opel Straight-6 — серия рядных шестицилиндровых бензиновых двигателей внутреннего сгорания, выпускавшихся с 1930 по 1966 год немецкой компанией Opel. 

## Moonlight
Родстер Opel Moonlight стал первым автомобилем с 12-клапанным двигателем Opel Straight-6. Объём составляет 1,8 л (1790 см3), а диаметр цилиндра и ход поршня — 65 мм × 90 мм. Двигатель развивал мощность 24,6 кВт (33 л. с.) и крутящий момент 100 Н⋅м.

## Kapitän
1959 Opel Kapitän стал следующим автомобилем с двигателем Opel Straight-6. Объём составляет 2,6 л (2605 см3), диаметр цилиндра и ход поршня — 85 мм × 76,5 мм, а степень сжатия — 7,8:1. Двигатель развивал мощность 67 кВт (90 л. с.) и крутящий момент 186 Н⋅м.